# ТМ-3-12
ТМ-3-12 (Транспортер морський, тип 3, калібр 12 дюймів, 305-мм залізнична артилерійська гармата зразка 1938 року) — надважка залізнична артилерійська система з гарматами з затонулого лінкора «Імператриця Марія». Було випущено 3 екземпляри, об'єднані в 9-й окремий артилерійський залізничний дивізіон. У складі дивізіону брали участь в Радянсько-фінській війні, після якої були перебазовані на військово-морську базу Ханко. З початком Німецько-радянської війни брали участь в обороні бази, де перед евакуацією бази були підірвані. Підірвані установки дісталися як трофеї Фінській армії, яка відремонтувала їх використавши однотипні гармати від лінкора «Імператор Олександр III». Після укладення перемир'я з Фінляндією були повернуті в Радянський Союз, де з них сформували окрему залізничну батарею № 294, яка перебувала на бойовому чергуванні в Балтійську. Стояли на озброєнні до 1961 року, після чого були законсервовані і знаходилися на зберіганні у форті Червона Гірка. До наших днів збереглося три екземпляри артилерійської установки ТМ-3-12, один знаходиться в музеї Великої Вітчизняної війни на Поклонній горі, другий в Музеї залізничної техніки ім. В. В. Чубарова на колишньому Варшавському вокзалі Санкт-Петербурга, третій - у тому ж форті "Червона Гірка" недалеко від Санкт-Петербурга24[джерело?].

## Історія створення
У 20—30 роках Радянський Союз відчував великі труднощі з військово-морським флотом, тому основну увагу приділяв створенню берегової оборони для охорони протяжної берегової лінії, в тому числі і гарматами, які базуються на залізничних платформах. Для реалізації проектів створення великокаліберної артилерії на залізничних платформах, в 1932 році при Ленінградському металевому заводі було створено спеціальне конструкторське бюро (ОКБ-3) на чолі А. Г. Дукельським, якому було доручено створення проекту 356-мм залізничних транспортерів, що згодом отримали індекс ТМ-1-14.
З 20 по 30 серпня 1939 року, всі три залізничних транспортера пройшли полігонні випробування, крім випробування стрільбою, а до 7 лютого на Ржевському полігоні пройшли і всі випробування стрільбами, після чого залізничні батареї були прийняті на озброєння.

## Конструкція

### Гармата

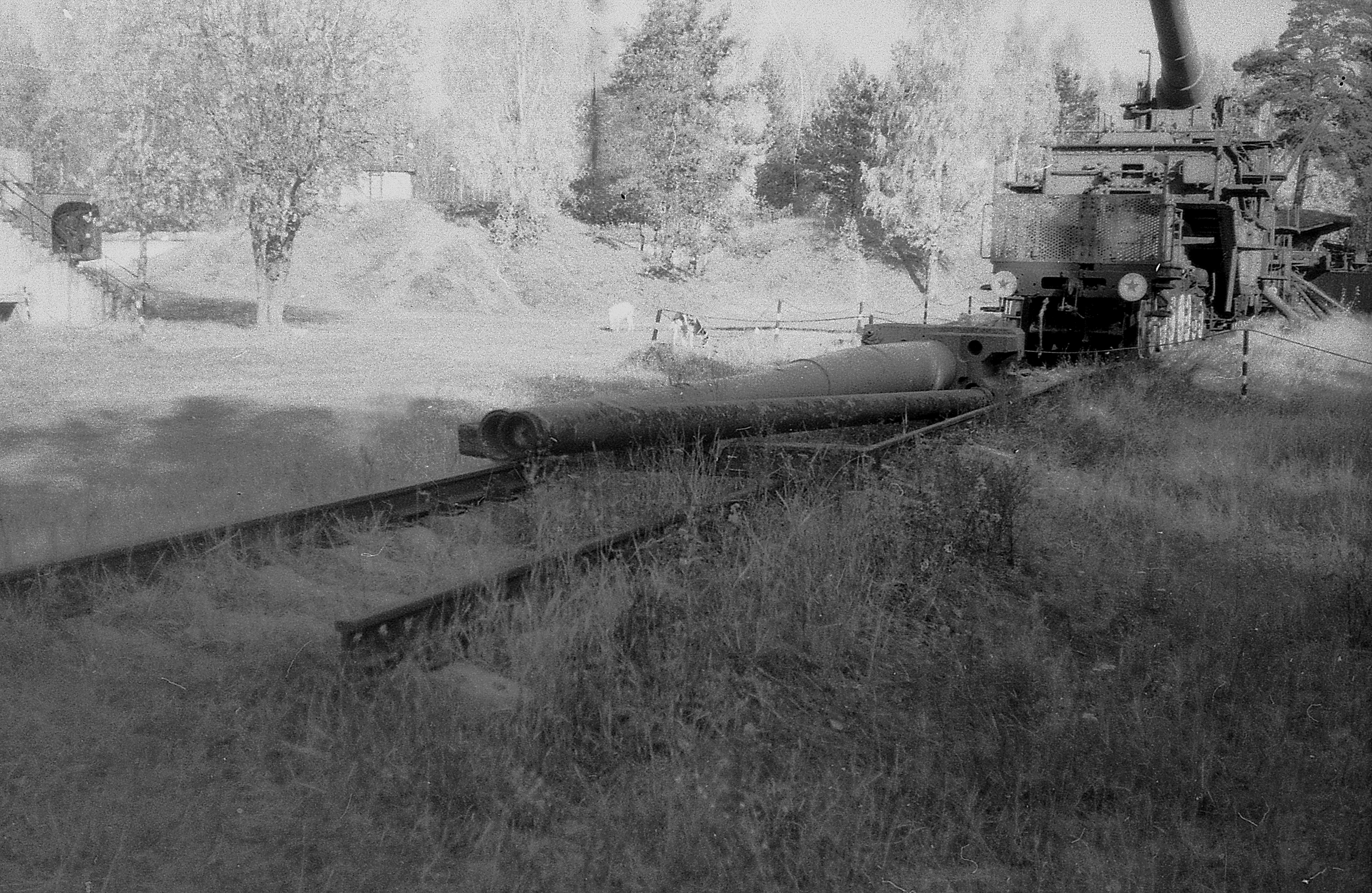
Ствол і лейнер 305-мм гармати

Основне озброєння складалося з гармат Обухівського заводу. Швидкострільність варіювалося від 2,3 до 3 пострілів за хвилину, в залежності від типу башти, які трохи розрізнялися на різних кораблях. Дальність стрільби залежала від ваги снаряда і кута підвищення гармати, максимальна дальність була досягнута береговим гарматами під кутом підвищення 50 градусів і становила 45980 метрів при вазі снаряда 314 кг.

## Бази та стаціонарні позиції
У зв'язку зі збільшенням складу залізничної артилерії, 13 жовтня 1925 року генеральний штаб РСЧА ухвалив рішення про розширення кількості стаціонарних гарматних майданчиків, призначених для ведення вогню артилерійськими залізничними транспортерами типу ТМ-1-14, ТМ-3-12 і ТМ-1-180, а також будівництва бази залізничної артилерії. Для вибору місць розташування позицій і бази в район була направлена спеціальна комісія. Позиції повинні були знаходитись в районах: мис Колгонпя, село Кірьямо, село Чорна Лахта, село Кандикюля, село Липове, а база в районі село Кандикюля — село Липове.

### База Мукково
59°37′19″ пн. ш. 28°34′26″ сх. д. / 59.622067° пн. ш. 28.573809° сх. д. село Мукково
База залізничних транспортерів Лузького сектора Берегової Оборони
Обстеження території передбачуваного району сіл Кандикюля і Липово показало, що будівництво бази в цьому районі недоцільно. Основною проблемою були великі труднощі з доставки будівельних матеріалів. Тому комісія обрала для будівництва місце поблизу села Мукково біля озера Бабинського і роз'їзду Валговіци.
На базі планувалося дислокувати три залізничні артилерійські батареї, для чого в 1936 році там планувалося прокласти понад чотири кілометри залізничних колій, а для обслуговування технічної частини передбачалося будівництво електро- та водонасосних станцій, гаража для автомашин, паровозного сараю і складів, а також приміщення для особового складу. За планом база повинна була забезпечити відправку дев'яти бойових ешелонів з інтервалом не більше 10 - 15 хвилин. П'ятирічний план розвитку бази передбачав будівництво досить великої кількості об'єктів соціального призначення: житла, медичних і дитячих установ, магазину, клубу та лазні.

### Стаціонарні позиції
59°58′01″ пн. ш. 29°13′24″ сх. д. / 59.966922° пн. ш. 29.223415° сх. д. «Об'єкт 100» Алютіно
- Кургальський півострів 59°42′02″ пн. ш. 28°03′07″ сх. д. / 59.70056° пн. ш. 28.05194° сх. д. «Об'єкт 600» біля села Хомола
- Сойкінський півострів 59°49′35″ пн. ш. 28°33′07″ сх. д. / 59.82639° пн. ш. 28.55194° сх. д., «Об'єкт 300» на південний схід від села Колгопня

## Організаційно-штатна структура
З 3 артилерійських установок був сформований 9-й окремий артилерійський дивізіон, який складався з 5 ешелонів, 3 з яких були бойові, до складу яких входили самі артилерійські транспортери ТМ-3-12, один ешелон із засобами ППО і один - рухома база.
Склад ешелонів був наступний:
Перший бойовий ешелон:
1. контрольна платформа
2. контрольна платформа
3. Паровоз Е
4. Артилерійський транспортер ТМ-3-12
5. броньований вагон — снарядний погреб
6. броньований вагон — зарядний погреб
7. вагон — силова станція
8. вагон з запасними частинами і приладдям
9. вагон центрального поста управління стрільбою
10. платформа для возимого майна
11. м'який штабний вагон
12. вагон для особового складу
13. вагон для особового складу
14. прожекторна платформа
15. платформа для трактора з причепом
16. платформа для кабелю ПУАВ
17. вагон — склад
18. вагон — кухня

Другий бойовий ешелон:
1. контрольна платформа
2. контрольна платформа
3. Паровоз Е
4. Артилерійський транспортер ТМ-3-12
5. броньований вагон — снарядний погреб
6. броньований вагон — зарядний погреб
7. вагон — силова станція
8. вагон з запасними частинами і приладдям
9. автотранспортна платформа
10. вагон для особового складу
11. вагон для особового складу
12. вагон — склад
13. вагон — кухня

Третій бойовий ешелон:
1. контрольна платформа
2. контрольна платформа
3. Паровоз Е
4. Артилерійський транспортер ТМ-3-12
5. броньований вагон — снарядний погреб
6. броньований вагон — зарядний погреб
7. вагон — силова станція
8. вагон з запасними частинами і приладдям
9. автотранспортна платформа
10. вагон для особового складу
11. вагон для особового складу
12. вагон — склад
13. вагон — кухня

Четвертий ешелон — рухома база
1. Паровоз Щ або Е
2. Вагон — автомайстерня
3. Вагон — клуб
4. автотранспортна платформа
5. броньований вагон — снарядний погреб
6. броньований вагон — зарядний погреб
7. броньований вагон — снарядний погреб
8. броньований вагон — зарядний погреб
9. вагон — склад
10. вагон — склад
11. вагон — амбулаторія
12. вагон для особового складу
13. вагон продовольчий склад
14. вагон — кухня
15. цистерна для води
16. цистерна для нафти
17. вагон — силова станція
18. прожекторні платформа
19. автотранспортна платформа
20. вагон — лазня[6]